# Ptolemaeën
De Ptolemaeën (meervoud van Ptolemaeus), ook wel Ptolemaeërs (soms ook "Ptolemeërs"), is een uit Macedonië stammende koninklijke dynastie die van 305 v.Chr. tot 30 v.Chr., na de dood van Alexander de Grote, over Egypte regeerde. Alexander had Egypte veroverd en bij zijn wereldrijk gevoegd. Na zijn dood bleek echter dat er geen opvolger klaarstond. Zijn generaals probeerden dan ook elk een deel van het rijk onder hun macht te krijgen. Ptolemaeus I Soter slaagde erin in Egypte de opvolger van Alexander te worden. Zijn dynastie wordt de Ptolemaeïsche dynastie genoemd en is tevens de laatste faraonische dynastie. Zij worden ook weleens de Lagiden genoemd, naar de naam van Ptolemaeus' vader Lagos. Deze dynastie ging ten onder toen Cleopatra VII en Marcus Antonius werden verslagen door een Romeinse legermacht onder leiding van de jonge Octavianus.

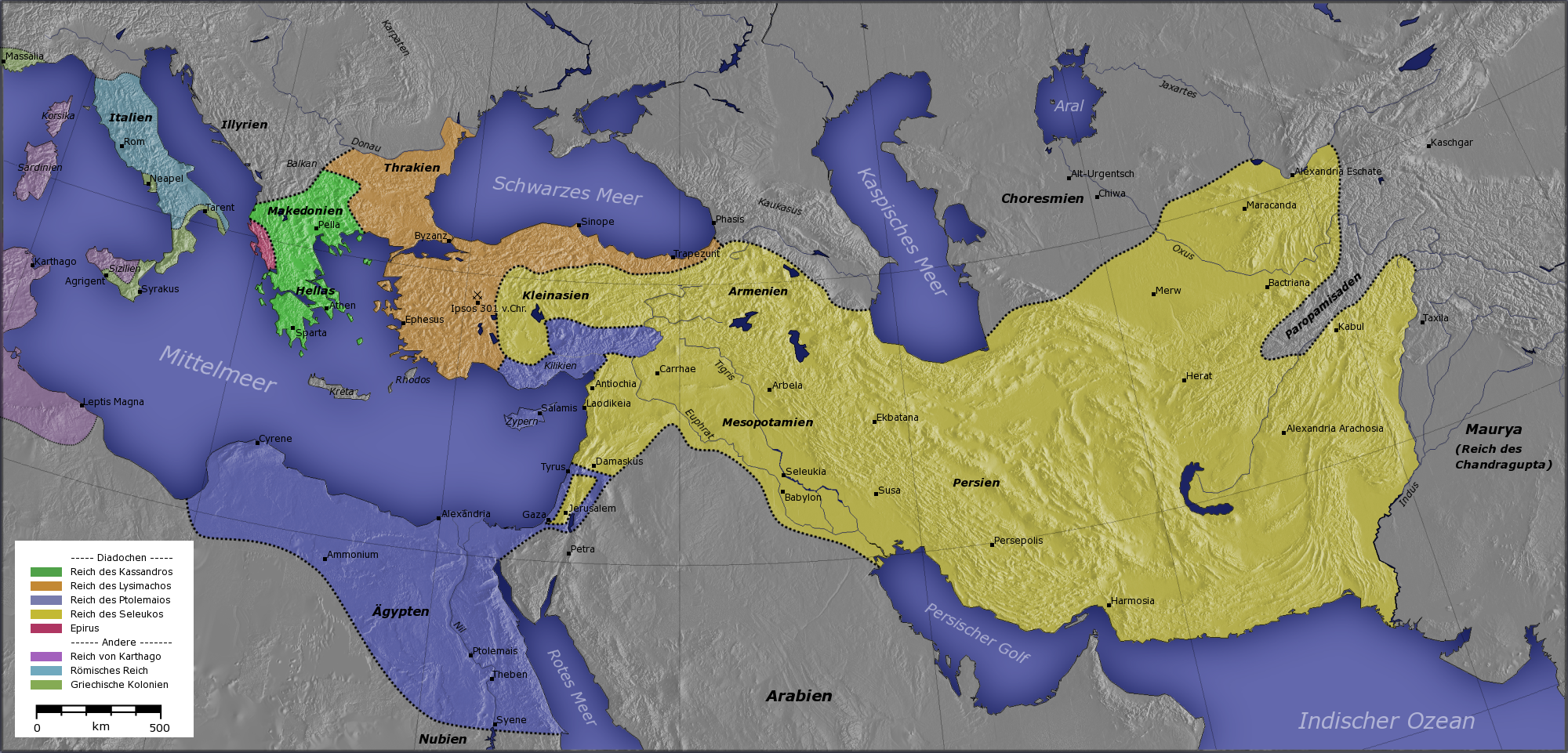
Koninkrijk van Ptolemaeus I Soter rond 305 voor Chr.
Andere diadochen:
Koninkrijk van Kassander
Koninkrijk van Lysimachus
Koninkrijk van Seleucus I Nicator
Andere rijken:
Carthago
Epirus
Rome
Magna Graecia

## Ingewikkelde stamboom
De stamboom en de elkaar vaak overlappende regeringsperioden van de verschillende Ptolemaeën is erg lastig in beeld te krijgen omdat ze allemaal de naam Ptolemeus of Cleopatra hadden. Ook waren incestueuze huwelijken tussen broer en zus, met nakomelingen, naar oud faraonisch gebruik maar door de Grieken verafschuwd, heel gewoon bij hen. Vaak regeerden ze ook samen met een broer of zus. De bekendste Ptolemee was tevens de laatste: Cleopatra (VII). Hieronder een vereenvoudigd schema van de stamboom.